# Nastus manongarivensis
Nastus manongarivensis är en gräsart som beskrevs av Aimée Antoinette Camus. Nastus manongarivensis ingår i släktet Nastus och familjen gräs. Inga underarter finns listade i Catalogue of Life.